# みだらな熱帯魚
『みだらな熱帯魚』（みだらなねったいぎょ）は、北川みゆきによる日本の漫画作品。『プチコミック』（小学館）2013年8月号に読み切りとして掲載された後、2013年12月号から連載されていた。サブタイトルには、「ふわふわ」や「じんじん」「きらきら」などの擬態語や擬音語が使われている。全7巻。

## あらすじ
入社以来、男性誌を担当してきた海月愛梨（みづき えり）は、人気女性情報誌『プチ・マガジン』へ異動となる。
異動前日、プールで男性誌での最後の仕事を終えた愛梨は、美しい泳ぎ方をする男性に目を奪われる。愛梨自身、高校時代まで水泳に打ち込んでいたのだが、自分より遅く水泳を始めた親友にインターハイ予選で負けたのを機にきっぱりやめていた。宝物のように大切にしてきたタオルをめぐって最悪な出会いをしたその男性は、翌日、直属の上司として愛梨の目の前に現れた。彼の名は叶雄星、人気企画を立ち上げ、『プチ・マガジン』の売り上げを一躍引き上げた敏腕編集者だった。

## 登場人物

### 主要人物
海月 愛梨（みづき えり）
女性誌『プチ・マガジン』編集者。27歳。
子供の頃から水泳一筋で育ってきたが、高校最後のインターハイ予選大会で、親友でライバルの坂井洋子に負けたのを機にきっぱりやめてしまう。負けて悔しくて泣いていた時に、何も言わずに何も聞かずに誰かがかけてくれたタオルを宝物にしている。
上司の叶と肉体関係を持ち、やがて叶への想いが恋だと気付く。
叶 雄星（かのう ゆうせい）
『プチ・マガジン』編集者。愛梨の上司。
スポーツ選手がやってみたい職業のコスプレをしたグラビア企画がヒットし、敏腕編集者の名を欲しいままにする。選手の魅力を引き出す才に長けているが、事務処理能力は低い。
競泳界期待の選手として注目を浴びていたが、横浜体育大学在学中に自転車との接触事故に遭い、選手の道を断念。現在も事故の後遺症で時々肩が上がらなくなるが、水泳は趣味で続けている。

### その他
戸田 雛子（とだ ひなこ）
銀行員。29歳。愛梨の同居人。アイドルヲタクで、土日祝日が休みだという理由で銀行を就職先に選んだ。アイドルグループ「ハリケーン」の真矢敦弘（マヤアツ）の大ファン。マヤアツ似の圭が気になる存在になり、圭が愛梨を想って苦しむ顔にさえときめいてしまう。
長沢 唯（ながさわ ゆい）
少女漫画家。25歳。両親が営む喫茶店の2階のフロアに、大学時代からの友人である愛梨と雛子と暮らす（両親は近所に住んでいる）。幼い頃のトラウマで、スネ毛が生えた男性が苦手になった。好きなものはスイーツと、スネ毛が生えていない男。デビュー当時から担当編集者に男のキャラクターに魅力がないと指摘され続け、漫画を描くことすら疲れてきていたが、ずっと憧れていた漫画家に「顔が可愛いからデビューできた」と陰で言われていたことを知って奮起し、同じく顔で苦労してきた野島と利害一致し、男嫌いを克服し漫画に生かすために野島と付きあうことになる。
真山 圭（まやま けい）
フリーライター。25歳。愛梨の幼なじみ。
幼い頃、初めて行ったスイミングスクールで水が怖くて泣いていた時に優しくしてくれた愛梨に恋をした。愛梨が自分を異性として見ていないことを知りながらも、幼なじみとして最も近い場所で愛梨を見続けてきた。高校時代、インターハイ予選で負けて、タオルをかぶって泣いている愛梨に頼られたくて、自分がかけたと嘘をついてしまった。
野島 碧（のじま あおい）
人気パティスリー「J」のイケメンパティシエ。雄星の幼なじみ。初来店したスイーツ好きの唯に、「平均的な味」とこき下ろされ、店のケーキを作っているのは自分ではないことを明かす。修行時代から、パティシエ仲間から「顔がよくて腕もいいなんて」と陰口を言われ続け、その後に働いた店でも接客しかやらせてもらえなかった。
自分と同じく、顔で損をしてきた唯と利害一致し、付きあうことになる。男嫌いの唯に自分を好きにさせてやろうと息巻いていたが、いつしか自分の方が唯に夢中になり、唯の父親が過労で倒れたのを機に「J」を辞め、唯の実家の喫茶店で働き始めたことで、ようやく自分のケーキを作れるようになり、今までより美味しいと評判になる。
成村 遥（なりむら はるか）
雄星の大学の水泳部コーチの娘で元彼女。美人。

## 書誌情報
- 北川みゆき 『みだらな熱帯魚』 小学館〈プチコミックフラワーコミックスα〉 全7巻
  1. 2014年02月10日発売、ISBN 978-4-09-135802-8
  2. 2014年07月10日発売、ISBN 978-4-09-136253-7
  3. 2014年12月10日発売、ISBN 978-4-09-136436-4
  4. 2015年04月10日発売、ISBN 978-4-09-137086-0
  5. 2015年09月10日発売、ISBN 978-4-09-137494-3
  6. 2016年02月10日発売、ISBN 978-4-09-138130-9
  7. 2016年09月09日発売、ISBN 978-4-09-138560-4